# Aleksandrijski obred
Aleksandrijski obred je službeno poznat pod nazivom Liturgija Svetog Marka, za kojeg se tradicionalno vjeruje da je bio prvi aleksandrijski biskup. 
Aleksandrijski obred sadrži elemente iz liturgija Bazilija Velikog, Ćirila Aleksandrijskog, i Grgura Nazijanskog. Liturgija sv. Ćirila je na koptskom jeziku i inačica je liturgije sv. Marka na koine grčkom.
Aleksandrijski obred se dijeli na koptski obred i Ge'ez obred.
Koptski obred se uglavnom može naći u Egiptu, i koristi koptski jezik u liturgiji Koptske pravoslavne Crkve i Koptske katoličke Crkve. 
Ge'ez obred se primjenjuje u Etiopiji, Eritreji, Jeruzalemu, i Somaliji. Koriste ga Etiopska pravoslavna tevahedo Crkva, Eritrejska pravoslavna tevahedo Crkva, Eritrejska katolička Crkva kao i Etiopska katolička Crkva u svojim liturgijama.

## Vanjske poveznice
- Liturgija sv. Marka  Arhivirana inačica izvorne stranice od 7. rujna 2019. (Wayback Machine)
- Catholic Encyclopedia

| Portal:Kršćanstvo | Portal: Kršćanstvo |